# Cinnamylbromid
Cinnamylbromid (trans-3-Phenylallylbromid) gehört zu den Aromaten mit einer trans-substituierten Kohlenstoff-Kohlenstoff-Doppelbindung in der Seitenkette. Das isomere cis-Cinnamylbromid hat nur eine geringe Bedeutung. Die Angaben in diesem Artikel beziehen sich nur auf das trans-Cinnamylbromid.